# Tania De Jonge
Tania De Jonge, née le 13 mars 1969 à Ninove, est une femme politique belge, membre de l'Open Vld.

## Biographie
Tania De Jonge nait le 13 mars 1969 à Ninove.
Le 17 mars 2020, elle devient députée fédérale à la Chambre des représentants à la suite de l'entrée de Alexander De Croo dans le gouvernement Wilmès II.